# Gymnocalycium calochlorum
Gymnocalycium calochlorum (укр. Гімнокаліціум красивозелений, Гімнокаліціум калохлорум) — сукулентна рослина з роду гімнокаліціум (Gymnocalycium) родини кактусових (Cactaceae).

## Історія

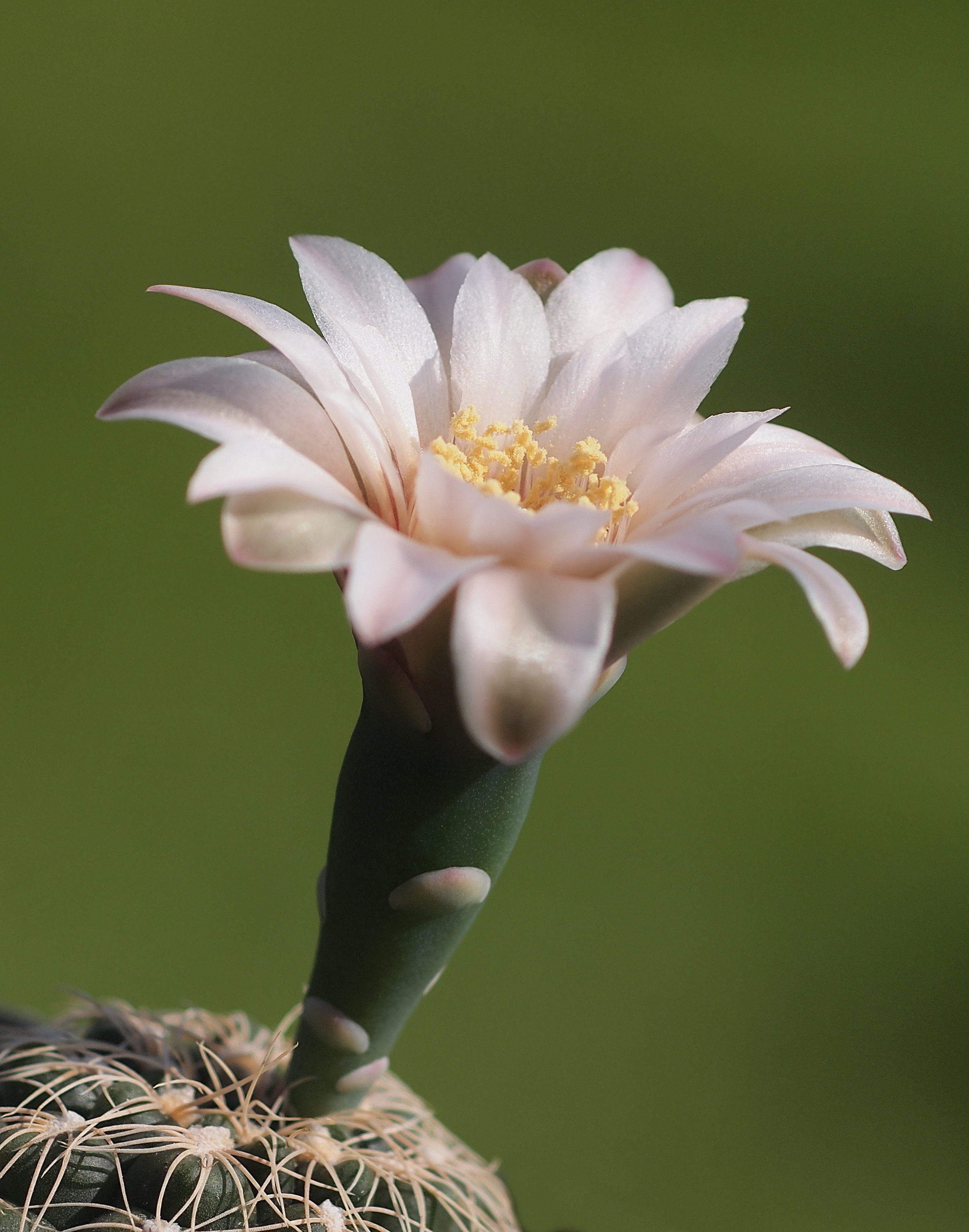
Квітка Gymnocalycium calochlorum

Вид вперше описаний німецьким ботаніком Фрідріхом Бедекером (нім. Friedrich Bödeker, 1867—1937) у 1932 році у виданні нім. «Monatsschrift der Deutschen Kakteen-Gesellschaft» під назвою Echinocactus calochlorus. У 1952 році японський ботанік Іто Йоширо (яп. 伊藤芳夫; 1907—1992) відніс цей вид до роду гімнокаліціум.

## Етимологія
Видова назва походить від грецьких слів kalos — «красивий» і chloros — зелений і стосується красивого, блискучого зеленого кольору епідерміса.

## Ареал і екологія
Gymnocalycium calochlorum є ендемічною рослиною Аргентини. Ареал розташований, у провінції Кордова. Рослини зростають на висоті від 800 до 1500 метрів над рівнем моря у високогірних луках та чакових лісах. Часто цей вид можна знайти зануреним у розсипи гранітного щебеню, де його важко помітити, якщо він в цей час не цвіте чи не плодоносить.

## Морфологічний опис
| Орган              | Опис                                                                                       |
| ------------------ | ------------------------------------------------------------------------------------------ |
| Рослини            | формують великі групи-подушки.                                                             |
| Коріння            |                                                                                            |
| Стебло             | низьке, кулясте, сіро-зелене до синьо-зеленого, до 4 см заввишки і 6 см в діаметрі.        |
| Епідерміс          |                                                                                            |
| Ребра              | близько 11, горбкуваті.                                                                    |
| Ареоли             |                                                                                            |
| Аксили             |                                                                                            |
| колючки            | близько 9, вигнуті до стебла, тонкі, гнучкі, білі або рожево-коричневі, до 1 см завдовжки. |
| Квіти              | світло-рожеві, широко не відкриваються, близько 6 см завдовжки.                            |
| Бутони             |                                                                                            |
| Зовнішні пелюстки  |                                                                                            |
| Внутрішні пелюстки |                                                                                            |
| Тичинки            |                                                                                            |
| Маточка            |                                                                                            |
| Плоди              | подовжено-яйцеподібні, сині до синьо-зелених.                                              |
| Насіння            |                                                                                            |

## Споріднені види
Gymnocalycium calochlorum близький до Gymnocalycium capillaense, що теж зротає в горах Кордови. Вище в горах більш сильні форми Gymnocalycium capillaense змінюються дрібнішими Gymnocalycium calochlorum з м'якими колючками і горбкуватими ребрами.

## Чисельність, охоронний статус та заходи по збереженню
Gymnocalycium calochlorum входить до Червоного списку Міжнародного союзу охорони природи видів, з найменшим ризиком (LC).
Хоча діапазон виду не особливо широкий, він рясний і великих загроз для нього немає.
Не зустрічається в жодній з природоохоронних територій.
Охороняється Конвенцією про міжнародну торгівлю видами дикої фауни і флори, що перебувають під загрозою зникнення (CITES).

## Використання
Вид використовується як декоративний, вирощується колекціонерами кактусів.